# Microsoft Office 2024
Microsoft Office 2024 es la versión actual de la suite de ofimática Microsoft Office para sistemas operativos Windows y MacOS. Es el sucesor de Office 2021 lanzado en 2020, y es la decimonovena versión principal de la suite.
El 14 de noviembre de 2023, Microsoft anunció Office 2024, cuyo lanzamiento fue previsto para la segunda mitad de 2024. Al igual que sus predecesores, se puede adquirir con una licencia perpetua para escritorio. Office 2024 se lanzó para clientes comerciales la edición LTSC el 16 de septiembre de 2024. La versión para consumidores de Office 2024 se lanzó el 1 de octubre de 2024.
Como novedad de esta edición está la nueva interfaz de Office disponible antes para los clientes del programa de Office 365, la descontinuación de complementos heredados Activex e Internet Explorer, y mejoras de velocidad y confiabilidad de la suite. Office 2024 requiere Windows 10 o Windows 11, siendo la última edición para este sistema; en Mac los requisitos son más elevados, requiriendo MacOS 13 Ventura o superior.

## Ediciones
- Home: incluye Word, Excel, PowerPoint y Onenote.
- Home and Business: incluye Word, Excel, PowerPoint, OneNote, Outlook.
- LTSC: incluye Word, Excel, PowerPoint, OneNote, Outlook, Access (no incluye Publisher, ya que fue descontinuado en 2021).

## Nuevas funcionalidades

### Excel 2024
- Nuevas funciones de gráficos de matrices.
- Correcciones de velocidad
- Función IMAGEN

### Word 2024
- Compatibilidad con Open Document (ODF) 1.4.
- Recuperación rápida de documentos.
- Mejoras generales

### Powerpoint 2024
- Cameo, utilizar la cámara web en una presentación grabada
- Mejoras en la grabación de presentaciones
- Subtítulos para audio y video
- Videos para estudio de grabación

### Outlook 2024
- Renovado sistema de búsqueda
- Opciones para la creación de reuniones virtuales

### Access 2024
- Dataverse Connector Platform